# Maulisia isaacsi
Maulisia isaacsi är en fiskart som beskrevs av Matsui och Rosenblatt, 1987. Maulisia isaacsi ingår i släktet Maulisia och familjen Platytroctidae. Inga underarter finns listade i Catalogue of Life.